# Lijst van basilieken in Rome
De stad Rome telt 66 basilieken, waarvan 4 met de titel Basilica maior en 62 met de titel Basilica minor. Zie ook Lijst van basilieken.
| Basiliek                                                | Italiaanse naam                                                                                  | Jaar van verheffing         | Afbeelding |
| ------------------------------------------------------- | ------------------------------------------------------------------------------------------------ | --------------------------- | ---------- |
| Sint-Jan van Lateranen                                  | Arcibasilica Papale di Santissimo Salvatore e Santi Giovanni Battista ed Evangelista al Laterano | historisch (basilica maior) |            |
| Sint-Paulus buiten de Muren                             | Basilica Papale di San Paolo fuori le mura                                                       | historisch (basilica maior) |            |
| Sint-Pietersbasiliek                                    | Basilica Papale di San Pietro in Vaticano                                                        | historisch (basilica maior) |            |
| Basiliek van Santa Maria Maggiore                       | Basilica Papale di Santa Maria Maggiore                                                          | historisch (basilica maior) |            |
| Nostra Signora di Guadalupe e S. Filippo in Via Aurelia | Basilica di Nostra Signora di Guadalupe e S. Filippo in Via Aurelia                              | 1991                        |            |
| Sacro Cuore di Gesù                                     | Basilica di Sacro Cuore di Gesù al Castro Pretorio                                               | 1921                        |            |
| Sacro Cuore Immacolato di Maria ai Parioli              | Basilica di Sacro Cuore Immacolato di Maria ai Parioli                                           | 1959                        |            |
| Sacro Cuore di Cristo Re                                | Basilica di Sacro Cuore di Cristo Re                                                             | 1965                        |            |
| Sant’Antonio da Padova a Via Merulana al Laterano       | Basilica di Sant’Antonio da Padova a Via Merulana al Laterano                                    | 1931                        |            |
| San Bartolomeo Apostolo all’Isola                       | Basilica di San Bartolomeo Apostolo all’Isola                                                    | historisch                  |            |
| San Camillo de Lellis                                   | Basilica di San Camillo de Lellis                                                                | 1965                        |            |
| San Clemente                                            | Basilica di San Clemente al Laterano                                                             | historisch                  |            |
| Basiliek van San Crisogono in Trastevere                | Basilica di San Crisogono in Trastevere                                                          | historisch                  |            |
| Sant'Eugenio                                            | Basilica di Sant’Eugenio                                                                         | 1951                        |            |
| Sant’Eustachio in Campo Marzio                          | Basilica di Sant’Eustachio in Campo Marzio                                                       | historisch                  |            |
| San Giovanni Battista dei Fiorentini                    | Basilica di San Giovanni Battista dei Fiorentini                                                 | 1918                        |            |
| San Giovanni Bosco in via Tuscolana                     | Basilica di San Giovanni Bosco                                                                   | 1965                        |            |
| San Giuseppe al Trionfale                               | Basilica di San Giuseppe al Trionfale                                                            | 1970                        |            |
| Sint-Laurens buiten de Muren                            | Basilica Papale di San Lorenzo fuori le Mura                                                     | historisch                  |            |
| San Lorenzo in Damaso                                   | Basilica di San Lorenzo in Damaso                                                                | historisch                  |            |
| San Lorenzo in Lucina                                   | Basilica di San Lorenzo in Lucina                                                                | 1908                        |            |
| Basiliek van San Marco                                  | Basilica di San Marco Evangelista al Campidoglio                                                 | historisch                  |            |
| San Martino ai Monti                                    | Basilica di San Martino ai Monti                                                                 | historisch                  |            |
| San Nicola in Carcere                                   | Basilica di San Nicola in Carcere                                                                | historisch                  |            |
| Sint-Pancratiusbasiliek                                 | Basilica di San Pancrazio                                                                        | historisch                  |            |
| San Pietro in Vincoli                                   | Basilica di San Pietro in Vincoli al Colle Oppio                                                 | historisch                  |            |
| San Saba                                                | Basilica di San Saba                                                                             | historisch                  |            |
| Sint-Sebastiaan buiten de Muren                         | Basilica di San Sebastiano fuori le Mura                                                         | historisch                  |            |
| San Sisto Vecchio                                       | Basilica di San Sisto Vecchio in Via Appia                                                       | historisch                  |            |
| Sint-Agnes buiten de muren                              | Basilica di Sant’Agnese fuori le Mura                                                            | historisch                  |            |
| Sant'Agostino                                           | Basilica di Sant’Agostino in Campo Marzio                                                        | 1999                        |            |
| Sint-Anastasiabasiliek                                  | Basilica di Sant’Anastasia al Palatino                                                           | historisch                  |            |
| Sant'Andrea delle Fratte                                | Basilica di Sant’Andrea delle Fratte                                                             | 1942                        |            |
| Sant'Andrea della Valle                                 | Basilica di Sant’Andrea della Valle                                                              | 1965                        |            |
| Sant'Apollinare alle Terme Neroniane-Alessandrine       | Basilica di Sant’Apollinare alle Terme Neroniane-Allessandrine                                   | 1984                        |            |
| Santa Balbina                                           | Basilica di Santa Balbina all’Aventino                                                           | historisch                  |            |
| Basiliek van Santa Cecilia in Trastevere                | Basilica di Santa Cecilia in Trastevere                                                          | historisch                  |            |
| Santa Croce in Gerusalemme                              | Basilica di Santa Croce in Gerusalemme                                                           | historisch                  |            |
| Santa Croce in Via Flaminia                             | Basilica di Santa Croce in Via Flaminia                                                          | 1964                        |            |
| Pantheon                                                | Basilica di Santa Maria ad martyres in Campo ("Pantheon")                                        | historisch                  |            |
| Santa Maria Ausiliatrice in Via Tuscolana               | Basilica di Santa Maria Ausiliatrice                                                             | 1969                        |            |
| Santa Maria degli Angeli e dei Martiri                  | Basilica di Santa Maria degli Angeli e dei Martiri                                               | 1920                        |            |
| Santa Maria del Popolo                                  | Basilica di Santa Maria del Popolo                                                               | historisch                  |            |
| Santa Maria in Aracoeli                                 | Basilica di Santa Maria in Ara Coeli al Campidoglio                                              | historisch                  |            |
| Santa Maria in Cosmedin                                 | Basilica di Santa Maria in Cosmedin                                                              | historisch                  |            |
| Santa Maria in Montesanto                               | Basilica di Santa Maria in Montesanto                                                            | 1825                        |            |
| Basiliek van Santa Maria in Trastevere                  | Basilica di Santa Maria in Trastevere                                                            | historisch                  |            |
| Santa Maria in Via Lata                                 | Basilica di Santa Maria in Via Lata                                                              | historisch                  |            |
| Santa Francesca Romana                                  | Basilica di Santa Maria Nova / Basilica di Santa Francesca Romana al Palatino                    | historisch                  |            |
| Santa Maria Regina degli Apostoli alla Montagnola       | Basilica di Santa Maria Regina degli Apostoli alla Montagnola                                    | 1984                        |            |
| Santa Maria sopra Minerva                               | Basilica di Santa Maria sopra Minerva                                                            | historisch                  |            |
| Santa Prassede                                          | Basilica di Santa Prassede all’Esquilino                                                         | historisch                  |            |
| Santa Pudenziana                                        | Basilica di Santa Pudenziana al Viminale                                                         | historisch                  |            |
| Santa Sabina                                            | Basilica di Santa Sabina all’Aventino                                                            | historisch                  |            |
| Santa Sofia a Via Boccea                                | Basilica di Santa Sofia                                                                          | 1998                        |            |
| Santa Teresa al Corso d’Italia                          | Basilica di Santa Teresa d’Avila                                                                 | 1951                        |            |
| San Carlo al Corso                                      | Basilica di Santi Ambrogio e Carlo al Corso                                                      | 1929                        |            |
| Santi Pietro e Paolo a Via Ostiense                     | Basilica di Santi Apostoli Pietro e Paolo                                                        | 1967                        |            |
| Santi Bonifacio e Alessio                               | Basilica di Santi Bonifacio ed Alessio all’Aventino                                              | historisch                  |            |
| Santi Celso e Giuliano                                  | Basilica di Santi Celso e Giuliano                                                               | historisch                  |            |
| Santi Cosma e Damiano in Via Sacra                      | Basilica di Santi Cosma e Damiano in Via Sacra                                                   | historisch                  |            |
| Santi XII Apostoli                                      | Basilica di Santi Dodici Apostoli                                                                | historisch                  |            |
| Santi Giovanni e Paolo                                  | Basilica di Santi Giovanni e Paolo al Celio                                                      | historisch                  |            |
| Santi Quattro Coronati                                  | Basilica di Santi Quattro Coronati al Laterano                                                   | historisch                  |            |
| Santi Vitale e Compagni Martiri in Fovea                | Basilica di Santi Vitale e Compagni Martiri in Fovea                                             | historisch                  |            |
| Santo Stefano Rotondo                                   | Basilica di Santo Stefano Rotondo al Celio                                                       | historisch                  |            |